# Parlamentswahl in Spanien 2000
- IU: 8
- ICV: 1
- CHA: 1
- BNG: 3
- EA: 1
- ERC: 1
- PA: 1
- PSOE: 125
- CC: 4
- EAJ/PNV: 7
- CiU: 15
- PP: 183

Die Parlamentswahl in Spanien 2000 fand am 12. März statt, um die beiden Kammern des Parlaments (Cortes Generales) zu erneuern. Gewählt wurden die 350 Abgeordneten des Abgeordnetenhauses (Congreso de los Diputados) und 208 der 259 Mitglieder des Senats (Senado). Mit den Wahlen begann die 7. Legislaturperiode nach dem Ende der Franco-Diktatur.

## Abgeordnetenhaus
Gegen den amtierenden Ministerpräsidenten José María Aznar von der konservativen PP schickte die sozialdemokratische PSOE ihren Generalsekretär Joaquín Almunia als Spitzenkandidat ins Rennen.
Es gelang der seit den Wahlen von 1996 regierenden PP, die absolute Mehrheit der Sitze im Congreso zu erringen. 1996 war sie zur Regierungsbildung noch auf die Unterstützung der katalanischen und baskischen Regionalparteien CiU und PNV angewiesen gewesen.
Außer der PP und der PSOE konnte als weitere in Gesamtspanien antretende Partei nur die linkssozialistischen IU in den Congreso einziehen, auch wenn diese als große Verliererin der Wahl anzusehen ist (Verlust von über der Hälfte ihrer Mandate). Außerdem gelang einer Reihe von Regionalparteien der Einzug in den Congreso: aus Katalonien der bürgerlichen CiU und der linken ERC, aus dem Baskenland der bürgerlichen PNV und der sozialdemokratischen EA, der CC von den Kanaren, dem BNG (Bloque Nacionalista Galego) aus Galicien, der PA (Partido Andalucista) aus Andalusien und der CHA aus Aragonien.
Herri Batasuna, der „politische Arm“ der ETA, boykottierte die Wahl und hatte zur „aktiven Stimmenthaltung“ („abstención activa“) aufgerufen. Der Rückgang der Wahlbeteiligung im Baskenland entsprach jedoch der Gesamtspaniens, lediglich in der Provinz Guipúzcoa lag der Rückgang mit 14 % gegenüber 1996 über dem spanischen Schnitt. Auch war nur ein sehr geringer Anstieg der ungültigen Stimmen zu verzeichnen.

### Ergebnisse
- Wahlberechtigte: 33.969.640
- Wahlbeteiligung: 68,71 % (−8,67 % gegenüber 1996)

Parlamentswahlen 2000 – Congreso

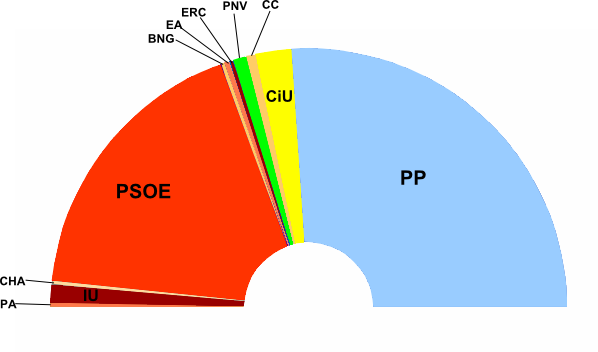
Parlamentswahlen 2000 – Congreso Sitzverteilung

| spanische Parlamentswahlen, 12. März 2000                   |            |           |       |       |         |       |
| Partei                                                      | Stimmen    | % Stimmen | Diff. | Sitze | % Sitze | Diff. |
| Partido Popular (PP)                                        | 10.321.178 | 44,52     | +5,73 | 183   | 52,29   | +27   |
| Partido Socialista Obrero Español (PSOE)                    | 7.918.752  | 34,16     | −3,47 | 125   | 42,29   | −16   |
| Convergència i Unió (CiU)                                   | 970.421    | 4,19      | −0,41 | 15    | 4,29    | −1    |
| Izquierda Unida (IU) – Iniciativa per Catalunya Verds (ICV) | 1.382.333  | 5,45      | −5,09 | 9     | 2,57    | −12   |
| Partido Nacionalista Vasco (EAJ-PNV)                        | 353.953    | 1,53      | +0,26 | 7     | 2,00    | +2    |
| Coalición Canaria (CC)                                      | 248.261    | 1,07      | +0,19 | 4     | 1,14    | =     |
| Bloque Nacionalista Galego (BNG)                            | 306.268    | 1,32      | +0,44 | 3     | 0,86    | +1    |
| Partido Andalucista (PA)                                    | 206.255    | 0,89      | +0,35 | 1     | 0,29    | +1    |
| Esquerra Republicana de Catalunya (ERC)                     | 194.715    | 0,84      | +0,17 | 1     | 0,29    | =     |
| Eusko Alkartasuna (EA)                                      | 100.742    | 0,43      | −0,03 | 1     | 0,29    | =     |
| Chunta Aragonesista (CHA)                                   | 75.356     | 0,33      | +0,13 | 1     | 0,29    | +1    |
| Unió Valenciana (UV)                                        | 57.830     | 0,25      | −0,12 | 0     | 0,00    | −1    |
| Herri Batasuna (HB)                                         | n/a        | n/a       | −0,72 | 0     | 0,00    | −2    |

## Senat
Der „Senado“ setzt sich aus direkt vom Volk gewählten Mitgliedern und weiteren Senatoren, die von den Parlamenten der einzelnen Regionen (spanisch Comunidades Autónomas) bestimmt werden, zusammen. Die Direktwahl findet gleichzeitig mit den Wahlen der Abgeordneten des Congreso statt. Die Zahl der indirekt gewählten Senatoren richtet sich nach der Bevölkerungszahl der jeweiligen Region (einer plus ein weiterer je 1 Mio. Einwohner).
In der 7. Legislatur bestand der Senat aus 259 Mitgliedern: 208 direkt gewählten und 51 von den Regionalparlamenten entsandten.
Die Direktwahl erfolgt in Wahlkreisen, die mit den Provinzen übereinstimmen (bis auf die Balearen und Kanaren, wo Wahlkreis die einzelnen Inseln sind). In den Provinz-Wahlkreisen werden jeweils – unabhängig von der Bevölkerungszahl – vier Senatoren gewählt, wobei jeder Wähler drei Personenstimmen vergeben und jede Partei drei Kandidaten benennen kann. Der Anhänger einer Partei wird in der Regel seine Stimmen den drei Kandidaten „seiner“ Partei geben. Dies führt normalerweise dazu, dass die drei Kandidaten der stärksten Partei in der Provinz mehr Stimmen erhalten als der bestplatzierte Kandidat der zweitstärksten Partei. In der ganz überwiegenden Zahl der Fälle wird daher die stärkste Partei drei Senatoren und die zweitstärkste Partei einen für die Provinz stellen. Bei den Wahlen 2000 war dies in allen Provinzen der Fall. Es liegt daher eine Form der Mehrheitswahl vor.
Die Zusammensetzung der von den Regionalparlamenten entsandten Senatoren kann sich während der Legislatur ändern (wenn während der Legislaturperiode neue Regionalparlamente gewählt werden), deshalb wird im Folgenden nur die Zusammensetzung des Senats zu Beginn der Legislatur im März 2000 wiedergegeben:
| Zusammensetzung Senat, März 2000         |                  |        |                      |        |                    |
| Fraktion                                 | Senatoren gesamt | Partei | Senatoren Direktwahl | Partei | Senatoren indirekt |
| Partido Popular (PP)                     | 150              |        | 127                  |        | 23                 |
| Partido Socialista Obrero Español (PSOE) | 69               |        | 53                   |        | 16                 |
| Convergència i Unió (CiU)                | 11               |        | 8                    |        | 3                  |
| Entesa Catalana de Progrés(1)            | 11               |        | 8                    |        | 3                  |
| Partido Nacionalista Vasco (EAJ-PNV)     | 8                |        | 6                    |        | 2                  |
| Coalición Canaria (CC)                   | 6                |        | 5                    |        | 1                  |
| Sammelfraktion (Grupo Mixto)             | 4                | PIL(2) | 1                    | IU     | 2                  |
|                                          |                  |        |                      | BNG    | 1                  |

Parlamentswahlen 2000 – Senado

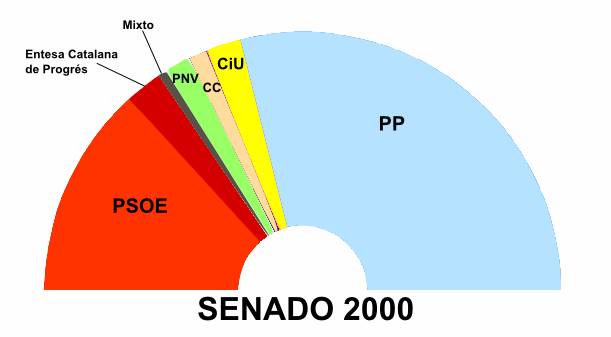
Senado Sitzverteilung 2000
gesamt (direkt und indirekt gewählte Senatoren)

(1) Wahlbündnis aus PSC (katalanischer Ableger der PSOE), ERC und IC-V (katalanischer Ableger der IU)

(2) Partido de Independientes de Lanzarote

## Regierungsbildung
Aznar wurde vom Abgeordnetenhaus am 26. April 2000 im ersten Wahlgang zum Ministerpräsidenten gewählt.
| Kandidat         | Datum                                                 |      |     |     |    |   | EAJ |   |   |   | Chunta Aragonesista |   |   | Iniciativa per Catalunya Verds | Ergebnis |
| ---------------- | ----------------------------------------------------- | ---- | --- | --- | -- | - | --- | - | - | - | ------------------- | - | - | ------------------------------ | -------- |
| José María Aznar | 26. April 2000 notwendig: absolute Mehrheit (176/350) | Ja   | 183 |     | 15 |   |     | 4 |   |   |                     |   |   |                                | 202/350  |
| José María Aznar | 26. April 2000 notwendig: absolute Mehrheit (176/350) | Nein |     | 125 |    | 8 | 7   |   | 3 | 1 | 1                   | 1 | 1 | 1                              | 148/350  |